# باول جوليان
باول جوليان (بالإنجليزية: Paul Julian)‏ هو فنان ومخرج فني ورسام ومصمم الإنتاج وممثل أمريكي، ولد في 25 يونيو 1914 في الولايات المتحدة، وتوفي بنفس المكان في 5 سبتمبر 1995. من الجوائز التي نالها جائزة وينسر مكاي سنة 1980.

## أعمال

### أفلام
- (1996) سبيس جام[3]

## جوائز
- جائزة وينسر مكاي (1980)

## وصلات خارجية
- باول جوليان على موقع IMDb (الإنجليزية)
- باول جوليان على موقع ألو سيني (الفرنسية)
- باول جوليان على موقع قاعدة بيانات الفيلم (الإنجليزية)